# Esmeralda Gachalá

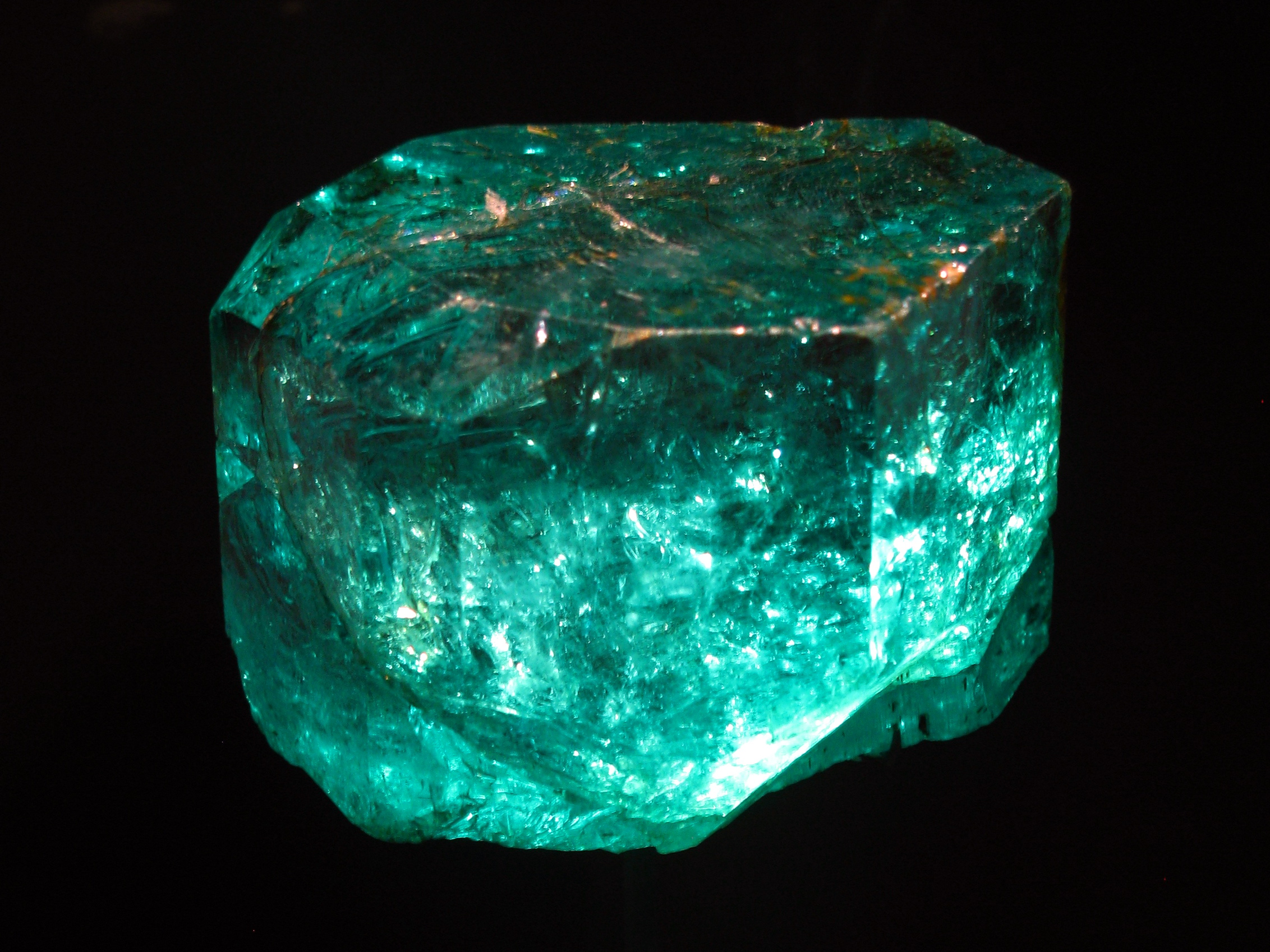
Instantánea de la esmeralda Gachalá, una de las más valiosas del mundo, procedente de un yacimiento colombiano

Localización del municipio de Gachalá en el Departamento de Cundinamarca, Colombia.

La Esmeralda Gachalá o Esmeralda Emilia es una de las esmeraldas más valiosas y famosas del mundo; fue hallada en el año 1967, en la mina llamada Vega de San Juan, situada en Gachalá, un municipio de Cundinamarca (Colombia), ubicado en la Provincia del Guavio, que se encuentra a 142 km de Bogotá. Gachalá en lengua Chibcha quiere decir «lugar de los Gachas».
La Emilia con un peso de un poco más de 3 libras, sin duda está dentro de las 5 esmeraldas más grandes encontradas hasta el momento. Esta maravillosa muestra de tamaño y belleza recibe el nombre de La Emilia por la mujer que la descubrió en 1969 en el municipio de Gachalá.

## Simbología
La esmeralda fue bautizada con el nombre de Gachalá en honor al lugar donde fue hallada.

## Características
- Forma: Esmeralda.
- Estado: en bruto, sin tallar.
- Color: verde intenso.
- Quilates: 858 quilates.[1]
- Peso: 172 gramos.
- Tamaño: 5 centímetros.
- Año de Extracción: 1967.

## Conservación
La esmeralda forma parte de la colección permanente del Instituto Smithsoniano de Washington (Estados Unidos), después de ser donada en el año 1969 por el joyero estadounidense Harry Winston; está catalogada con el número 122078.